# Quadrille (ballet)
Cet article court présente un sujet plus développé dans : Ballet#Les_emplois_du_danseur.
Le titre de quadrille, dans le Ballet de l'Opéra de Paris, est donné aux danseurs du cinquième échelon de la compagnie ; c'est le grade le moins élevé. Il s'agit du premier échelon auquel les danseurs entrant dans la troupe peuvent prétendre après concour.
Les élèves de l'École de danse de l'Opéra de Paris accèdent au titre de quadrille après un an de stage (quadrilles stagiaires).
Le titre apparaît en 1895 et remplace celui de figurant, lui-même apparu au XVIIIe siècle.
Les quadrilles sont considérés comme étant les "remplaçants" des membres du corps de ballet (généralement des coryphées et des sujets).
Cet échelon est fixe quand il s'agit de ballets classiques mais les chorégraphes contemporains peuvent les sélectionner sans prendre en compte leur rang dans des rôles de solistes.